# Yada'il Bayyin IV. (Hadramaut)
Yada'il Bayyin IV., Sohn des Rabbschams, war ein König des jemenitischen Reiches Hadramaut. Er regierte wohl in der zweiten Hälfte des dritten nachchristlichen Jahrhunderts.
Yada'il Bayyin IV. ist von verschiedenen königlichen und privaten Inschriften bekannt. Eine königliche Inschrift erwähnt größere Bauten in der hadramitischen Hauptstadt Schabwat. Nach den Felsinschriften an dem heiligen Ort bei Al-'Uqla, dem antiken Anwadum, waren seine Nachfolger sein Bruder Yadi'ab Bayyin und seine Söhne Ilrayum Yadum, Yadi'ab Ghailan III. und Rabbschams III. Diese Herrscher stellen somit eine Dynastie innerhalb der Herrscherreihe von Hadramaut dar. Kenneth A. Kitchen ordnet ihm außerdem eine königliche Inschrift aus Al-'Uqla zu, in der ein Sieg über Qataban erwähnt wird. Dies ist jedoch höchst zweifelhaft, da die Inschrift paläographisch in eine viel frühere Stufe gehört und Qataban schon in der Mitte des 2. Jahrhunderts n. Chr. von Hadramaut besiegt worden war.